# Kermestān
Kermestān (persiska: كرمستان) är en ort i Iran.   Den ligger i provinsen Hormozgan, i den sydöstra delen av landet, 1 200 km sydost om huvudstaden Teheran. Kermestān ligger 1 101 meter över havet och antalet invånare är 316.
Terrängen runt Kermestān är huvudsakligen kuperad, men åt sydost är den platt. Runt Kermestān är det ganska glesbefolkat, med 25 invånare per kvadratkilometer. Närmaste större samhälle är Pātek, 12,8 km sydväst om Kermestān. Trakten runt Kermestān är ofruktbar med lite eller ingen växtlighet.